# The Marriage Maker
Pour plus de détails, voir Fiche technique et Distribution.
The Marriage Maker est un film américain réalisé par William C. de Mille, sorti en 1923.

## Fiche technique
- Titre : The Marriage Maker
- Réalisation : William C. de Mille
- Scénario : Clara Beranger d'aprèes la pièce d'Edward Knoblock
- Pays de production : États-Unis
- Format : Noir et blanc - 1,33:1 - Film muet
- Durée : 70 minutes
- Date de sortie : 1923

## Distribution
- Agnes Ayres : Alexandra Vancy
- Jack Holt : Lord Stonbury
- Charles de Rochefort : Sylvani
- Robert Agnew : Cyril Overton
- Mary Astor : Vivian Hope-Clarke
- Ethel Wales : Mme Hope-Clarke
- Leo White : Morris